# Ебергард фон Куровскі
Ебергард фон Куровскі (нім. Eberhard von Kurowski; 10 вересня 1895, Штеттін — 11 вересня 1957, Штанцах) — німецький офіцер, генерал-лейтенант вермахту. Кавалер Лицарського хреста Залізного хреста.

## Біографія
Син генерала піхоти. Учасник Першої світової війни. Після демобілізації армії залишений в рейхсвері. З 3 листопада 1937 по 1939 рік — начальник оперативного відділу (1а) штабу 21-ї піхотної дивізії. З 1938 року — начальник штабу 21-ї піхотної дивізії. Закінчив Академію генштабу (1932). З 24 серпня 1939 по 5 лютого 1940 року — начальник оперативного відділу штабу 21-го армійського корпусу в Норвегії. Потім як начальник штабу 40-го армійського корпусу брав участь у Французькій і Грецькій кампаніях. З серпня 1941 року воював у складі 40-го армійського корпусу на радянсько-німецькому фронті. З 1 травня 1942 року — начальник штабу 2-ї танкової армії. З 15 травня 1943 року — командир 110-ї піхотної дивізії. 21 липня 1944 року взятий у полон радянськими частинами в районі Гродно в ході операції «Багратіон». 20 грудня 1947 року Військовим трибуналом військ МВС Білоруського округу засуджений до 25 років тюремного ув'язнення. Репатрійований 6 жовтня 1955 року.

## Нагороди
- Залізний хрест 2-го і 1-го класу
- Королівський орден дому Гогенцоллернів, лицарський хрест з мечами
- Нагрудний знак «За поранення» в золоті
- Почесний хрест ветерана війни з мечами
- Медаль «За вислугу років у Вермахті» 4-го, 3-го, 2-го і 1-го класу (25 років)
- Застібка до Залізного хреста 2-го і 1-го класу
- Лицарський хрест Залізного хреста (23 січня 1942)
- Медаль «За зимову кампанію на Сході 1941/42»